# Osamu Akimoto
Osamu Akimoto (秋本 治, Akimoto Osamu, Katsushika, 11 december 1952) is een Japans mangaka. Hij is vooral bekend voor de komische manga Kochira Katsushika-ku Kameari Koen-mae Hashutsujo, welke gedurende veertig jaar lang uitgegeven werd in Weekly Shonen Jump (1976-2016). Met 1960 hoofdstukken verzameld in 200 tankōbon brak de reeks het record voor mangaserie bestaande uit het grootste aantal volumes. Kort daarna werd het record opnieuw gebroken door Dokaben van Shinji Mizushima. Tegen februari 2012 had Kochira Katsushika-ku Kameari Koen-mae Hashutsujo reeds meer dan 155 miljoen volumes verkocht, waardoor het een van de best verkopende manga tot nog toe is.
Akimoto maakte zijn debuut in 1976. Dit deed hij onder het pseudoniem "Tatsuhiko Yamadome" (山止 たつひこ) met de manga Kochikame. Vanaf 1978 gebruikt hij zijn echte naam.
In februari 2014 tekende Akimoto de one-shot Vocalo, welke liep in het Margaret tijdschrift. Het jaar erop gaf het magazine Grand Jump zijn one-shot Arii yo Ju wo Ute! uit.

## Oeuvre
- Kochira Katsushika-ku Kameari Koen-mae Hashutsujo (こちら葛飾区亀有公園前派出所, 1976–2016, uitgegeven in Weekly Shonen Jump)
- Mr. Clice (1989, uitgegeven in Monthly Shonen Jump, Jump Square)[6]
- Time... (時は…, 2008, uitgegeven in Jump Square)
- Vocalo (2014, uitgegeven in Margaret)
- Arii yo Jū wo Ute!, 2015, uitgegeven in Grand Jump
- Kyoto Jogakuin Monogatari -Finder- (ファインダー -京都女学院物語-, 2017, uitgegeven in Weekly Young Jump)[6]
- Black Tiger (2017, uitgegeven in Grand Jump)[6]
- Ii Yu Da Ne! (いい湯だね!, (2017, uitgegeven in Ultra Jump)[6]

## Assistenten
- Chinatsu Tomizawa
- Hiroshi Aro
- Usune Masatoshi
- Naoki Azuma
- Shogo Sakamoto
- Yoshihiro Kuroiwa

- Biblioteca Nacional de España: XX6315096
- CiNii: DA12247973
- Gemeinsame Normdatei: 1177740222
- International Standard Name Identifier: 0000 0000 8326 2284
- Library of Congress Control Number: nr98006341
- Bibliotheek van het Japanse parlement: 00166398
- Nationale Bibliotheek van Israël: 987007325616405171
- Système universitaire de documentation: 076538699
- Virtual International Authority File: 116696426
- WorldCat: E39PBJf8yrfQbh3KWpwG34Cfbd